# Schlacht am Lake George
Europäischer Kriegsschauplatz:
Pirna* – Lobositz* – Prag* – Kolin* – Hastenbeck** – Groß-Jägersdorf* – Moys* – Hastenbeck* – Roßbach* – Breslau* – Leuthen* – Rheinberg** – Krefeld** – Domstadtl* – Olmütz* – Mehr** – Zorndorf* – Saint-Cast – Hochkirch* – Bergen** – Kay* – Minden** – Kunersdorf* – Lagos*** – Hoyerswerda* – Bucht von Quiberon*** – Maxen* – Koßdorf* – Landeshut* – Emsdorf** – Warburg** – Liegnitz* – Berlin* – Kloster Kampen** – Torgau* – Döbeln* – Vellinghausen** – Ölper** – Burkersdorf* – Reichenbach* – Freiberg*
(* Dritter Schlesischer Krieg, ** westlicher Kriegsschauplatz – Großbritannien/Kur-Hannover u. a. Alliierte gegen Frankreich, *** Seeschlacht)
Amerikanischer Kriegsschauplatz:
Siebenjähriger Krieg in Nordamerika und der Karibik
Monongahela – Lake George – Carillon – La Belle Famille – Québec – Beauport – Abraham-Ebene – Sainte-Foy – Restigouche – Tacky’s Rebellion – Belagerung von Havanna – Pontiac-Aufstand
Asiatischer Kriegsschauplatz:
Dritter Karnatischer Krieg
Kalkutta – Chandannagar – Plassey – Cuddalore – Negapatam – Condore – Madras – Masulipatam – Pondicherry I – Chinsurah – Wandiwash – Pondicherry II – Manila – Palaris-Aufstand
Die Schlacht am Lake George zwischen Briten und Franzosen fand am 8. September 1755 während des Franzosen- und Indianerkriegs (Siebenjähriger Krieg) (1754–1763) am Lake George im US-Bundesstaat New York statt und endete mit einem Sieg der Briten.

## Vorgeschichte

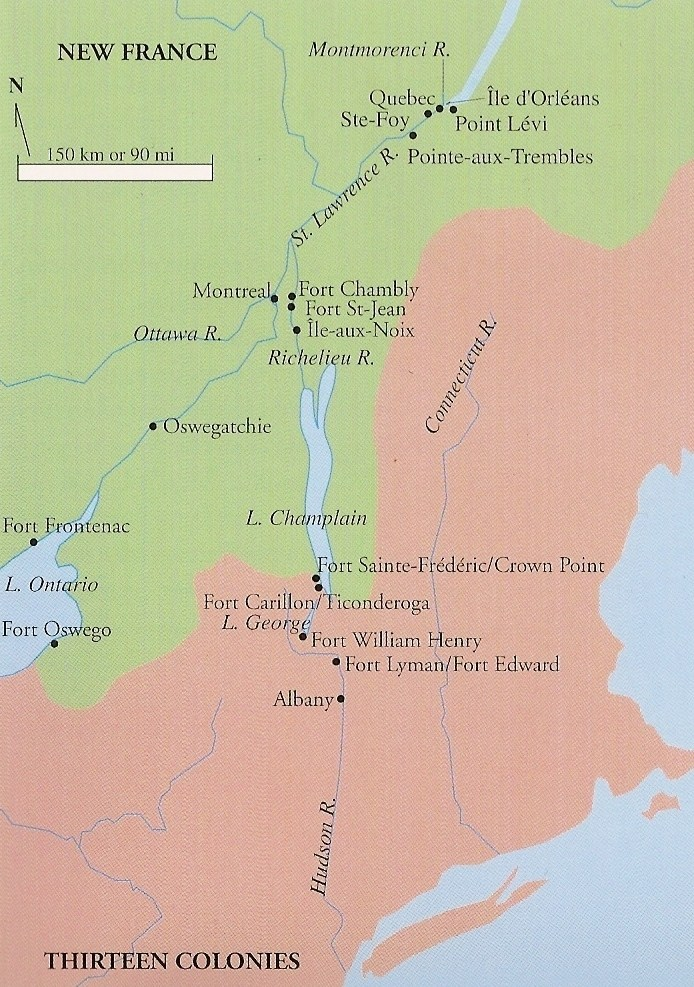
Französische Festungen am Lake George.

Nachdem es 1754 zu einem offenen Ausbruch von Feindseligkeiten in Nordamerika gekommen war, schickten die Briten 1755 mehrere Expeditionen gegen die Franzosen. Ein Vorstoß der Briten auf Fort Duquesne (das heutige Pittsburgh, Pennsylvania) scheiterte durch die vernichtende Niederlage in der Schlacht am Monongahela am 9. Juli. Hier erbeutete Geheimunterlagen verrieten den Franzosen, dass die Briten einen zweiten Vorstoß in die Region des Saint Sacrement Sees (Lake George) und auf das französische Fort bei Crown Point am Lake Champlain planten. Daraufhin wurden französische Truppen zurückgerufen, die den Auftrag hatten, das britische Fort Oswego am Ontariosee anzugreifen und unter dem deutschen General Ludwig August von Dieskau mit 3500 Mann gegen die Briten geschickt.
Die etwa 1500 Milizsoldaten aus den Kolonien umfassenden britischen Truppen unter Sir William Johnson hatten zunächst Fort Lyman (später Fort Edward) am Hudson River angelegt und am 28. August 1755 den Saint Sacrement See erreicht. Johnson benannte den See nach König Georg II. in Lake George um. Dieskau erfuhr durch Gefangene von dem Standort und der Stärke der Briten. Er ließ einen Teil seiner Truppen in Fort Ticonderoga zurück und marschierte mit 220 regulären Soldaten, etwa 680 kanadischen Milizen und etwa 600 Indianern gegen Fort Lyman, um durch dessen Einnahme den britischen Nachschub abzuschneiden, gab dieses Vorhaben angesichts der starken Besatzung jedoch wieder auf und beschloss einen Angriff auf Johnsons Hauptarmee am Lake George. Johnson erfuhr von der Anwesenheit Dieskaus und schickte 1000 Soldaten unter Oberst Ephraim Williams und 200 Indianer unter dem Mohawk-Kriegshäuptling King Hendrick gegen die Franzosen.

## Verlauf der Schlacht
Dieskau seinerseits wurde von Spähern vom Anmarsch der Briten unterrichtet und bereitete am Morgen des 8. September 1755 an der Straße vom Lake George nach Fort Lyman nahe dem See eine Falle vor.
Er postierte seine regulären Soldaten in Gefechtsformation auf der Straße und die Kanadier und Indianer auf beiden Seiten zwischen Bäumen und Unterholz. Dadurch entstand eine hufeisenförmige Gefechtsaufstellung, mit der die Briten von drei Seiten unter Feuer genommen werden konnten. Möglicherweise beruhte Dieskaus Taktik auf der Schlacht am Monongahela, wo eine ähnliche Aufstellung von den indianischen Verbündeten der Franzosen erfolgreich angewendet worden war. Sein Kalkül ging beinahe auf. Die Briten hatten nicht mit der Anwesenheit der Franzosen gerechnet, die sie noch in der Nähe von Fort Lyman vermuteten, und marschierten ahnungslos in die Falle. Sie wurden zwar durch einen vorzeitigen Schuss gewarnt (angeblich von einem Irokesen, der die ihm verwandten Mohawks warnen wollte), gerieten aber in ein schweres Kreuzfeuer und erlitten schwere Verluste.

Ihre Gefechtsformation brach laut Dieskau „wie ein Kartenhaus“ zusammen. Oberst Williams fiel durch einen Kopfschuss, auch King Hendrick wurde getötet. Nach einem Moment panischer Flucht gelang es jedoch, einen Teil der Truppen neu zu formieren und einen geordneten Rückzug in Richtung Lake George durchzuführen. Der durch den Gefechtslärm alarmierte Rest unter Sir William Johnson baute hastig Barrikaden aus Wagen, Booten und Baumstämmen. Den Resten von Williams Abteilung gelang es, sich hinter diese Deckung zurückzuziehen. Dieskau führte mit den regulären Soldaten mehrere Angriffe auf die britische Stellung, sie wurden jedoch durch ein schweres, durch mehrere Geschütze unterstütztes Abwehrfeuer zurückgeschlagen. Indianer und Kanadier beteiligten sich nur halbherzig an diesem Gefecht und zogen sich in die Wälder zurück. Nach einem verlustreichen Kampf brach der französische Angriff zusammen. Dieskau selbst wurde schwer verwundet und geriet in Gefangenschaft, Johnson erhielt einen Schuss ins Bein. Am Nachmittag gingen die Briten zum Gegenangriff über, nahmen Dieskau gefangen und zwangen die Franzosen zum fluchtartigen Rückzug nach Fort Frontenac. Eine Abteilung aus Kanadiern und Indianern wurde noch von 300 Milizionären aus New York und New Hampshire, die von Süden her zur Verstärkung geschickt worden waren, in der Nähe des Sees abgefangen und vernichtet.

## Folgen
Die Verluste beider Seiten waren den offiziellen Zahlen zufolge weitgehend gleich: die Briten verloren an Toten, Verwundeten und Vermissten 262 Mann, die Franzosen laut ihren eigenen Angaben 228, laut Johnson angeblich 500–600 Mann. Mit der Schlacht am Lake George hatten die Briten in diesem Krieg in Amerika erstmals einen eindeutigen Sieg gegen die Franzosen errungen und die Folgen der Niederlage am Monongahela eingeschränkt. Der Sieg verlor allerdings dadurch an Wert, dass Johnson den Angriff auf Crown Point aufgab und sich darauf beschränkte, die gewonnene Position durch den Bau von Fort William Henry am Schauplatz der Schlacht am Südende des Sees abzusichern. Johnsons Armee litt unter zunehmender Demoralisierung durch die ungünstige Ernährungslage, schlechte Unterbringung und das Wetter, kehrte im November zum größten Teil in die Heimat zurück und löste sich auf.